# Atenàgores de Cumes
Atenàgores de Cumes (grec antic: Ἀθηναγόρας, llatí: Athenagoras) fou un filòsof platònic grec nascut a Cumes, a la Campània. Boet li va dedicar una de les seves obres.